# Broye
 Broye  es una población y comuna francesa.

## Localización
Está ubicada en la región de Borgoña, departamento de Saona y Loira, en el distrito de Autun y cantón de Mesvres.

## Demografía
| 819 | 798 | 740 | 715 | 718 | 689 |
| Para los censos de 1962 a 1999 la población legal corresponde a la población sin duplicidades (Fuente: INSEE [Consultar]) |     |     |     |     |     |